# Rascló de Dieffenbach
El rascló de Dieffenbach (Hypotaenidia dieffenbachii) és un ocell extint de la família dels ràl·lids (Rallidae) que habitava) a les illes Chatham.